# Elvis Rexhbeçaj
Elvis Rexhbeçaj (Prizren, 1º novembre 1997) è un calciatore kosovaro con cittadinanza tedesca, centrocampista dell'Augusta.

## Caratteristiche tecniche
È un mediano.

## Carriera
Cresciuto nel settore giovanile del Brandenburger, nel 2010 viene acquistato dal Wolfsburg che lo aggrega al settore giovanile.
Esordisce in prima squadra il 28 gennaio 2018 in occasione del match di campionato vinto per 1-0 contro l'Hannover 96.
Il 27 luglio 2022 viene acquistato a titolo definitivo per 1,7 milioni di euro dalla squadra tedesca dell'Augusta, con cui firma un contratto quadriennale con scadenza il 30 giugno 2026.

## Statistiche

### Presenze e reti nei club
Statistiche aggiornate al 31 marzo 2024.
| Stagione            | Squadra             | Campionato          | Campionato | Campionato | Coppe nazionali | Coppe nazionali | Coppe nazionali | Coppe continentali | Coppe continentali | Coppe continentali | Altre coppe | Altre coppe | Altre coppe | Totale | Totale | Totale |
| Stagione            | Squadra             | Comp                | Pres       | Reti       | Comp            | Pres            | Reti            | Comp               | Pres               | Reti               | Comp        | Pres        | Reti        | Pres   | Reti   |        |
| ------------------- | ------------------- | ------------------- | ---------- | ---------- | --------------- | --------------- | --------------- | ------------------ | ------------------ | ------------------ | ----------- | ----------- | ----------- | ------ | ------ | ------ |
| 2016-2017           | Wolfsburg II        | 4L                  | 17         | 1          | -               | -               | -               | -                  | -                  | -                  | -           | -           | -           | 17     | 1      |        |
| 2017-2018           | Wolfsburg II        | 4L                  | 24         | 10         | -               | -               | -               | -                  | -                  | -                  | -           | -           | -           | 24     | 10     |        |
| ago.-set. 2018      | Wolfsburg II        | 4L                  | 3          | 1          | -               | -               | -               | -                  | -                  | -                  | -           | -           | -           | 3      | 1      |        |
| ago.-set. 2019      | Wolfsburg II        | 4L                  | 3          | 1          | -               | -               | -               | -                  | -                  | -                  | -           | -           | -           | 3      | 1      |        |
| Totale Wolfsburg II | Totale Wolfsburg II | Totale Wolfsburg II | 47         | 13         |                 | -               | -               |                    | -                  | -                  |             | -           | -           | 47     | 13     |        |
| dic. 2017-2018      | Wolfsburg           | BL                  | 4          | 0          | CG              | 0               | 0               | -                  | -                  | -                  | -           | -           | -           | 4      | 0      |        |
| 2018-2019           | Wolfsburg           | BL                  | 24         | 2          | CG              | 2               | 0               | -                  | -                  | -                  | -           | -           | -           | 26     | 2      |        |
| 2019-gen. 2020      | Wolfsburg           | BL                  | 0          | 0          | CG              | 1               | 0               | UEL                | 1                  | 0                  | -           | -           | -           | 2      | 0      |        |
| Totale Wolfsburg    | Totale Wolfsburg    | Totale Wolfsburg    | 28         | 2          |                 | 3               | 0               |                    | 1                  | 0                  |             | -           | -           | 32     | 2      |        |
| gen.-giu. 2020      | Colonia             | BL                  | 13         | 0          | CG              | 0               | 0               | -                  | -                  | -                  | -           | -           | -           | 13     | 0      |        |
| 2020-2021           | Colonia             | BL                  | 30         | 5          | CG              | 3               | 2               | -                  | -                  | -                  | -           | -           | -           | 33     | 7      |        |
| Totale Colonia      | Totale Colonia      | Totale Colonia      | 43         | 5          |                 | 3               | 2               |                    | -                  | -                  |             | -           | -           | 46     | 7      |        |
| 2021-2022           | Bochum              | BL                  | 32         | 0          | CG              | 4               | 0               | -                  | -                  | -                  | -           | -           | -           | 36     | 0      |        |
| 2022-2023           | Augusta             | BL                  | 31         | 0          | CG              | 2               | 0               | -                  | -                  | -                  | -           | -           | -           | 33     | 0      |        |
| 2023-2024           | Augusta             | BL                  | 25         | 2          | CG              | 1               | 0               | -                  | -                  | -                  | -           | -           | -           | 26     | 2      |        |
| Totale Augusta      | Totale Augusta      | Totale Augusta      | 56         | 2          |                 | 3               | 0               |                    | -                  | -                  |             | -           | -           | 59     | 2      |        |
| Totale carriera     | Totale carriera     | Totale carriera     | 206        | 22         |                 | 13              | 2               |                    | 1                  | 0                  |             | -           | -           | 220    | 24     |        |